# Accipiter hiogaster
El azor variable (Accipiter hiogaster) es una especie de ave accipitriforme de la familia Accipitridae ampliamente distribuida en las islas menores de la Sonda, las Molucas, Nueva Guinea y las islas Salomón. Anteriormente era tratada como una subespecie del azor gris (Accipiter novaehollandiae) pero en la actualidad es reconocida como especie separada.

## Subespecies
Se reconocen las siguientes subespecies:
- A. h. sylvestris Wallace, 1864 – en las islas menores de la Sonda;
- A. h. polionotus (Salvadori, 1889) – en las Tanimbar y otras islas del mar de Banda;
- A. h. mortyi Hartert, 1925 – en la isla de Morotai;
- A. h. griseogularis (Gray, GR, 1861) – en las islas Halmahera, Ternate, Tidore y Bacan;
- A. h. obiensis (Hartert, 1903) – en las islas Obi;
- A. h. hiogaster (Müller, S, 1841) – en el sur de las islas Molucas;
- A. h. pallidiceps (Salvadori, 1879) – en la isla de Buru;
- A. h. albiventris (Salvadori, 1876) – en las islas Tayandu y Kai;
- A. h. leucosomus (Sharpe, 1874) – en Nueva Guinea
- A. h. misoriensis (Salvadori, 1876) – en la isla Biak;
- A. h. pallidimas Mayr, 1940 – en las islas de Entrecasteaux;
- A. h. misulae Mayr, 1940 – en el archipiélago de las Luisiadas;
- A. h. lavongai Mayr, 1945 – en las islas Tabar, Nueva Hanover y Nueva Irlanda;
- A. h. matthiae Mayr, 1945 –  en las islas San Matías;
- A. h. manusi Mayr, 1945 – en las islas del Almirantazgo;
- A. h. dampieri (Gurney Sr, 1882) – en las islas Umboi y Nueva Bretaña;
- A. h. lihirensis Stresemann, 1933 – en las islas Lihir y Tanga;
- A. h. bougainvillei (Rothschild & Hartert, 1905) – en las islas Bougainville y Shortland;
- A. h. rufoschistaceus (Rothschild & Hartert, 1902) – en las islas Choiseul, Santa Isabel y Florida;
- A. h. rubianae (Rothschild & Hartert, 1905) – en la región central del archipiélago de las islas Salomón;
- A. h. malaitae Mayr, 1931 – en la isla de Malaita;
- A. h. pulchellus (Ramsay, EP, 1882) – en la isla de Guadalcanal.